# Transatlantica
Fondée par Jean Kempf (Université Lyon 2) en 2001, Transatlantica est une revue scientifique biannuelle (janvier-juin, juillet-décembre) à comité de rédaction indépendant. Elle est un lieu de réflexion et de débat pour l'ensemble des études américaines, dans le champ de la littérature et des arts comme de l’histoire, de la science politique et du droit.
Transatlantica et la Revue française d’études américaines sont les revues de l’Association française d’études américaines.

## Projet éditorial
Transatlantica est une revue électronique consacrée à la recherche en sciences humaines. Pensée par son fondateur comme un espace d’innovation et d’exploration de nouveaux modes de réflexion et de présentation, elle contribue au renouvellement des contenus et des formes du travail scientifique (par exemple en incorporant des documents multimédia et des liens vers d’autres travaux ou sites). Outre l’intérêt pour l’image qui la caractérise, Transatlantica souhaite aussi développer une plus grande réactivité à l’actualité littéraire, politique et artistique nord-américaine. 

## Rubriques
Dans ses différentes rubriques, la revue accueille divers types de contributions : articles scientifiques, entretiens, hommages, présentations de travaux en cours, notes de lectures, comptes rendus d’expositions ou d’événements scientifiques…

Les propositions de contributions sont soumises à l’expertise de deux rapporteurs, spécialistes du domaine de recherche concerné.  

### Dossiers thématiques
Un numéro semestriel de Transatlantica est composé d’un ou de plusieurs dossiers thématiques, concernant la littérature, les arts ou l’histoire, ainsi que d'articles hors-thème. 
Liste des dossiers (dans l’ordre de leur parution) :
- Autour du 11 septembre
- Autour de la Jeune République, 1776-1860
- Autour du livre de Nelson Lichtenstein, State of the Union
- Les Couleurs de l'Amérique
- Beyond the New Deal
- Traversée(s) de l’image
- Perspectives récentes de la recherche afro-américaniste
- Autour de la Révolution américaine
- Democratic Aesthetics
- Hawthorne
- Regards croisés sur The Plot Against America de Philip Roth
- Autour d'Haïti
- L'Amérique militante
- Homage to Michel Fabre : Michel in the Diasporic Imagination
- Benjamin Franklin
- Opening Perspectives. Six Essays on Richard Powers
- American Shakespeare
- Comic Books

### Reprises
Cette rubrique est consacrée à la nouvelle publication d’un article dont la pertinence reste entière et qui trouve sa place dans la réflexion contemporaine sur nos pratiques. 

### Reconnaissances
Cette rubrique est consacrée à des voix d'écrivains, d'artistes ou de traducteurs. Elle est vouée à accueillir des entretiens, des essais, des textes de fiction, des poèmes... Elle comprend aussi des essais d'hommage. Elle est coordonnée par Nathalie Cochoy.

### Varia
Varia, espace consacré aux formes critiques brèves, explore l’actualité transatlantique des arts visuels par le biais de chroniques ou billets, analyses ou articles, comptes rendus d’expositions, colloques ou autres manifestations culturelles. La rubrique s’intéresse aux évènements, aux pratiques ou aux réflexions dans le champ de l’art américain, cinéma inclus. La rubrique est coordonnée par Géraldine Chouard.

### Boîte à outils
L’objectif de cette rubrique est de présenter des mises au point épistémologiques sur l’état d’un champ d’études sur les États-Unis. Des dossiers courts (2 à 4 articles) rendent compte d’un concept particulier et de sa pertinence, de la résonance d’un ouvrage spécifique ou de thématiques inédites de recherche. 

### Travaux en cours
Cette rubrique offre l’extrait d’un travail d’étudiant — article, synthèse, bibliographie ou édition de document primaire. À travers le travail de publication de travaux de doctorants, Transatlantica se donne pour vocation de fonctionner en « ouvroir ».

### Actualité de la recherche
Cette rubrique veut rendre compte des journées d’études, séminaires, conférences ou colloques organisés sur les États-Unis. Il s’agit de garder trace des événements marquants de la recherche américaniste pour faire exister ces rencontres avant l'éventuelle publication des actes. Les comptes rendus vont du simple bilan panoramique à l’analyse critique approfondie : ils soulignent les enjeux de la rencontre, font une synthèse des problématiques, des communications et, le cas échéant, des débats suscités après leur déroulement. La rubrique accueille les contributions de doctorants. Elle est coordonnée par Alexandre Rios-Bordes et Mathilde Arrivé.

### Comptes rendus de lecture/Book Reviews
Cette rubrique accueille des comptes rendus d’ouvrages. Les recensions se font soit en anglais, soit en français. Elles peuvent prendre différents formats, de la simple note de lecture à l’essai critique plus développé (sur plusieurs ouvrages, le cas échéant). Cette rubrique est coordonnée par Hélène Perrin et Naomi Wulf.

## Comité de rédaction
Le comité de rédaction se réunit deux à trois fois par an, la rencontre du mois de mai ayant lieu à l’occasion du congrès de l’AFEA. En 2010, deux secrétaires de rédaction ont rejoint le comité.

### Rédacteurs en chef
- Cécile Roudeau (Littérature et arts)
- Guillaume Marche (Civilisation)

### Comité de rédaction
| - Pascale Antolin - Mathilde Arrivé - Véronique Béghain - Olivier Brossard - Claude Chastagner - Géraldine Chouard - Thibaut Clément - Nathalie Cochoy - Thomas Constantinesco - Françoise Coste - Yves Figueiredo - Elsa Grassy - Claire Maniez - Monica Manolescu-Oancea - Guillaume Marche - Peter Marquis - Alix Meyer - Mark Niemeyer - Jean-Yves Pellegrin - Yann Philippe - Alexandre Rios-Bordes - David Roche - Cécile Roudeau - Michaël Roy - Sophie Vallas - Jean-Christian Vinel |

### Secrétariat de rédaction
- Marion Pulce
- Clémence Bonnet

### Directeur de la publication
- Isabelle Alfandary, Présidente de l’AFEA

## Divers
La revue accueille des textes en français ou en anglais et est accessible en texte intégral sur Revues.org. Elle est publiée via le CMS Lodel.

Le site de la revue dispose d’un index des mots-clés et d’un index des auteurs.